# Clyde (Caroline du Nord)
Clyde est une ville américaine située dans le comté de Haywood dans l'État de Caroline du Nord. En 2010, sa population était de 1 223 habitants.

## Démographie
| 1890 | 1900 | 1910 | 1920 | 1930 | 1940 |
| ---- | ---- | ---- | ---- | ---- | ---- |
| 90   | 244  | 344  | 363  | 458  | 516  |

| 1950 | 1960 | 1970 | 1980  | 1990  | 2000  |
| ---- | ---- | ---- | ----- | ----- | ----- |
| 598  | 680  | 814  | 1 008 | 1 041 | 1 324 |

| 2010  | - | - | - | - | - |
| ----- | - | - | - | - | - |
| 1 223 | - | - | - | - | - |

## Source de la traduction
- (en) Cet article est partiellement ou en totalité issu de l’article de Wikipédia en anglais intitulé « Clyde, North Carolina » (voir la liste des auteurs).